# The Big Lebowski
Vous lisez un « bon article » labellisé en 2011.
Pour les articles homonymes, voir Lebowski (homonymie).
Pour plus de détails, voir Fiche technique et Distribution.
The Big Lebowski, ou Erreur sur la personne puis Le Grand Lebowski au Québec, est un film américano-britannique réalisé par Joel Coen et sorti en 1998. Il s'agit du 7e film des frères Coen.
Le film suit Jeffrey Lebowski qui est un fainéant sans emploi et grand amateur de bowling, qui préfère se faire appeler « The Dude » (Le Duc en version française). À la suite d'une confusion d'identités, le Dude est agressé à son domicile car il est pris pour un millionnaire également appelé Jeffrey Lebowski dont il finit par faire la connaissance. Lorsque la jeune épouse du millionnaire est enlevée, celui-ci fait appel au Dude pour apporter la rançon demandée par ses ravisseurs. Mais les choses commencent à aller de travers quand Walter Sobchak, le meilleur ami du Dude, projette de garder la rançon pour eux.
L'intrigue du film s'inspire de celle du roman Le Grand Sommeil (1939) de Raymond Chandler.
The Big Lebowski reçoit tout d'abord des critiques tièdes mais, avec le temps, celles-ci sont plus positives et le film acquiert le statut de « film culte » grâce à ses personnages atypiques, ses séquences de rêves surréalistes, ses dialogues décapants et sa bande originale très éclectique. Il est inscrit en 2014 au National Film Registry pour être conservé à la bibliothèque du Congrès.

## Synopsis

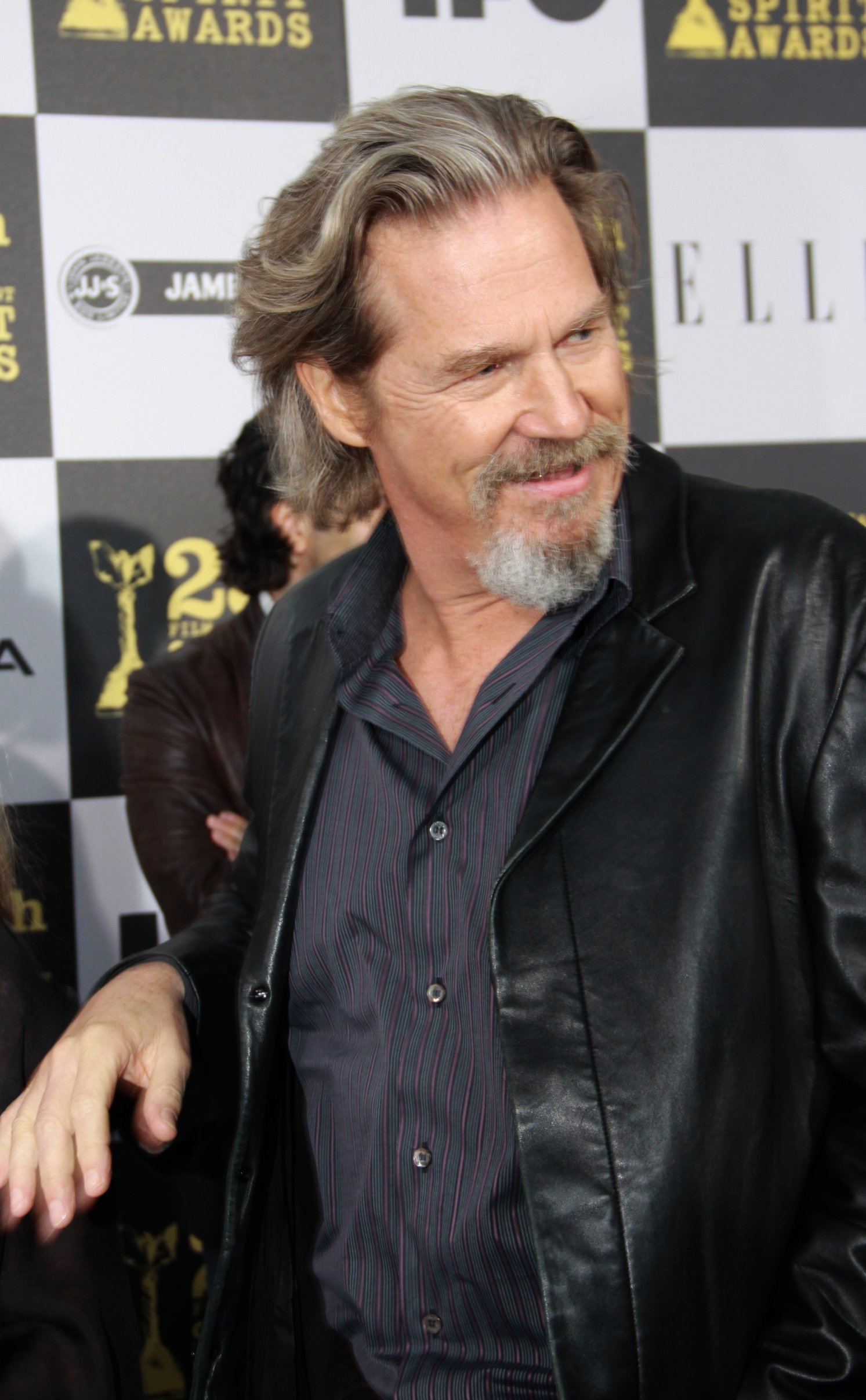
Jeff Bridges incarne le personnage de Jeffrey Lebowski, dit « le Dude ».

Présenté par un narrateur (Sam Elliott) comme un fainéant vivant dans le comté de Los Angeles, Jeffrey Lebowski, dit « le Duc » (Jeff Bridges), passe son temps à jouer au bowling avec ses amis Walter Sobchak (John Goodman) et Donny (Steve Buscemi). Un soir, en rentrant chez lui, il est attendu par deux voyous qui le somment de rendre l'argent que sa femme doit à Jackie Treehorn, et l'un d'eux urine sur son tapis juste avant qu'ils ne se rendent compte qu'ils ont fait erreur sur la personne, l'ayant confondu avec un autre Jeffrey Lebowski. Poussé par son ami Walter, le Dude se rend chez son homonyme, un millionnaire paraplégique (David Huddleston), afin d'obtenir un dédommagement pour son tapis souillé, qui lui est refusé. Le Dude quitte alors la résidence du millionnaire en volant un tapis, et rencontre Bunny Lebowski (Tara Reid), sa jeune épouse nymphomane.
Quelques jours après, le Duc est contacté par Brandt (Philip Seymour Hoffman), l'assistant du « Big » Lebowski, et apprend que Bunny a été enlevée. Il se voit chargé de servir d'intermédiaire pour livrer la rançon d'un million de dollars demandée par ses ravisseurs car il pourra confirmer si ceux-ci sont les mêmes que les voyous qui l'ont agressé. Un peu plus tard, deux autres hommes, accompagnés d'une femme, entrent chez le Dude, l'assomment et volent son nouveau tapis. Les ravisseurs appellent le soir même pour procéder à l'échange et le Dude s'y rend en compagnie de Walter, qui lui propose de garder le million pour eux en donnant aux ravisseurs une mallette remplie de linge sale servant de leurre. Mais le plan ne se déroule pas du tout comme prévu et les ravisseurs partent avec la fausse mallette sans que Walter puisse en attraper un pour lui faire avouer où Bunny se trouve détenue. Plus tard dans la nuit, la voiture du Dude, contenant toujours la vraie mallette, est volée.

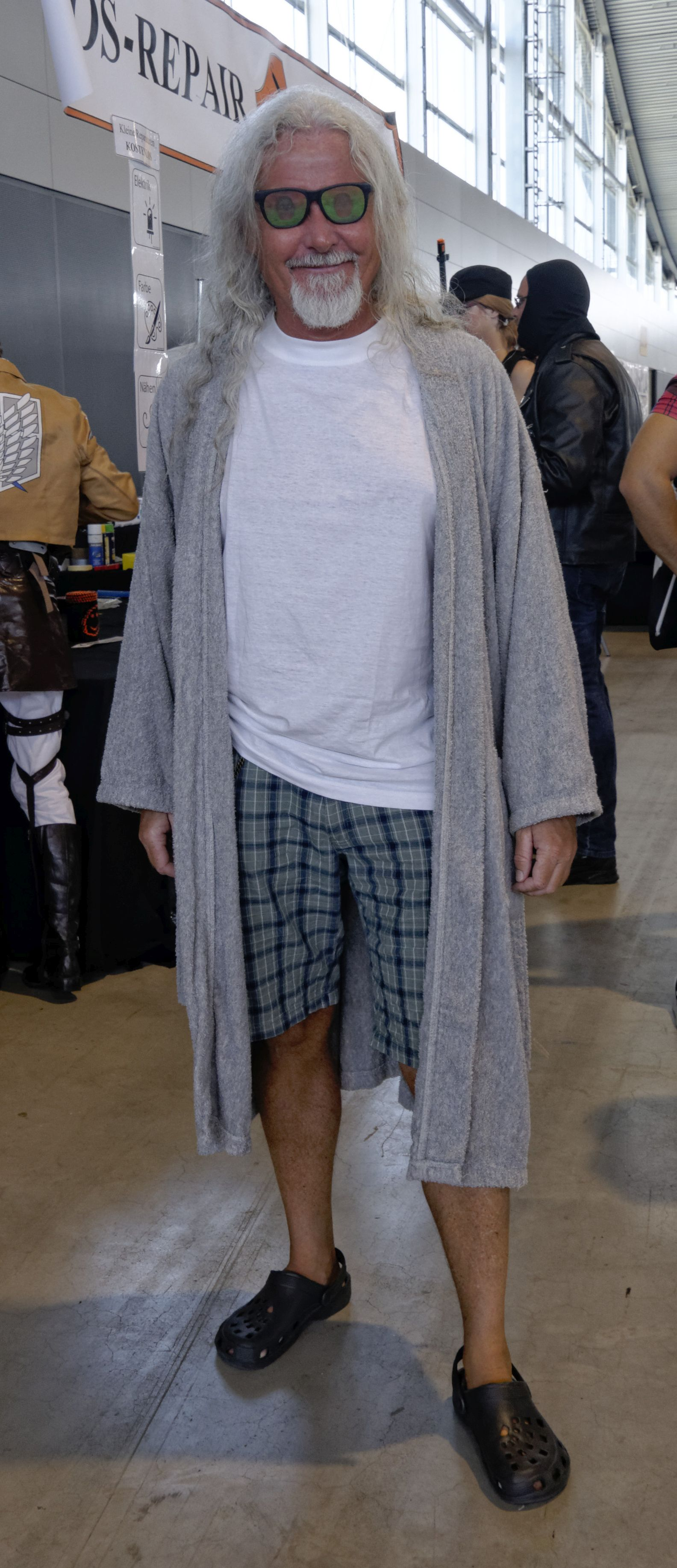
Un cosplay du personnage du Dude.

Le lendemain, le Dude reçoit un appel de Maude Lebowski (Julianne Moore), fille du millionnaire, qui lui révèle que c'est elle qui a envoyé des hommes de main reprendre son tapis, cadeau qu'elle avait fait à sa mère, et qui demande à le rencontrer. Le Dude se rend chez elle et tous deux tombent d'accord sur le fait qu'ils pensent que Bunny a elle-même organisé son enlèvement. Maude le charge alors de récupérer le million que son père semble avoir détourné. Mais, à son retour, le Dude est attendu par son homonyme, qui lui tend une enveloppe, envoyée par les ravisseurs, contenant un orteil (présumé être celui de Bunny) et lui donne une dernière chance de conclure l'échange avec eux. Plus tard, la police prévient le Dude que sa voiture a été retrouvée, mais au même moment trois « nihilistes » allemands, qui reconnaissent être les ravisseurs, s'introduisent chez lui et le menacent de mutilation si le million ne leur est pas versé très vite. Le Dude retourne chez Maude pour l'informer des événements et celle-ci identifie les nihilistes, qui sont des amis de Bunny. Le Dude retrouve ensuite sa voiture, mais la mallette n'y est plus. En fouillant, il découvre un devoir de classe d'un adolescent. Accompagné par Walter et Donny, il rend visite au jeune homme, qui reste sans réaction devant leurs questions, malgré les tentatives d'intimidation de Walter.
Le Dude est ensuite invité à Malibu chez le producteur de films pornographiques Jackie Treehorn (Ben Gazzara), qui l'interroge sur ce qu'il sait de l'enlèvement de Bunny et lui offre une commission substantielle s'il l'aide à récupérer le million, avant de le droguer et de le relâcher en le dénonçant aux autorités. Expulsé de Malibu par la police, le Dude est accueilli en rentrant chez lui par Maude, qui le séduit et fait l'amour avec lui. Maude lui révèle ensuite qu'elle cherche à avoir un enfant dont le père ne tiendra pas à s'occuper et que son père (le « Big Lebowski ») ne possède en réalité aucune fortune, car Maude a hérité de tout l'argent de sa mère et laisse simplement son père s'occuper de certaines œuvres en lui versant une rente. Le Dude comprend alors que lorsque son homonyme a découvert la disparition de Bunny, il a saisi cette occasion pour réaliser un détournement de fonds et lui a donné une mallette vide, voyant dans le Dude quelqu'un qu'il pourrait facilement duper.
Le Dude et Walter partent demander des comptes au Big Lebowski et découvrent que Bunny, qui était simplement partie en voyage sans prévenir personne, vient de rentrer. Après une explication houleuse avec le Big Lebowski qui reconnaît avoir manipulé le Dude, ils considèrent que l'affaire est close. Cependant, dans la soirée, en sortant du bowling avec Donny, ils sont confrontés aux trois nihilistes, qui ont mis le feu à la voiture du Dude. Il s'avère que ces derniers, après la disparition de leur amie Bunny, avaient fait croire à son enlèvement dans l'unique but de demander une rançon à son mari. Demandant au Dude où est l'argent, lui et Walter leur révèlent que toute l'affaire n'était qu'une supercherie. Les nihilistes leur demandent alors de leur donner tout l'argent qu'ils ont sur eux. Walter refuse et met à lui tout seul les trois nihilistes hors de combat, mais pendant ce temps Donny fait une attaque cardiaque et meurt. Après avoir dispersé les cendres de Donny sur une falaise au bord de l'océan, le Dude et Walter partent jouer au bowling et le narrateur conclut l'histoire, laissant à penser que Maude est enceinte d'un petit Lebowski.

## Personnages

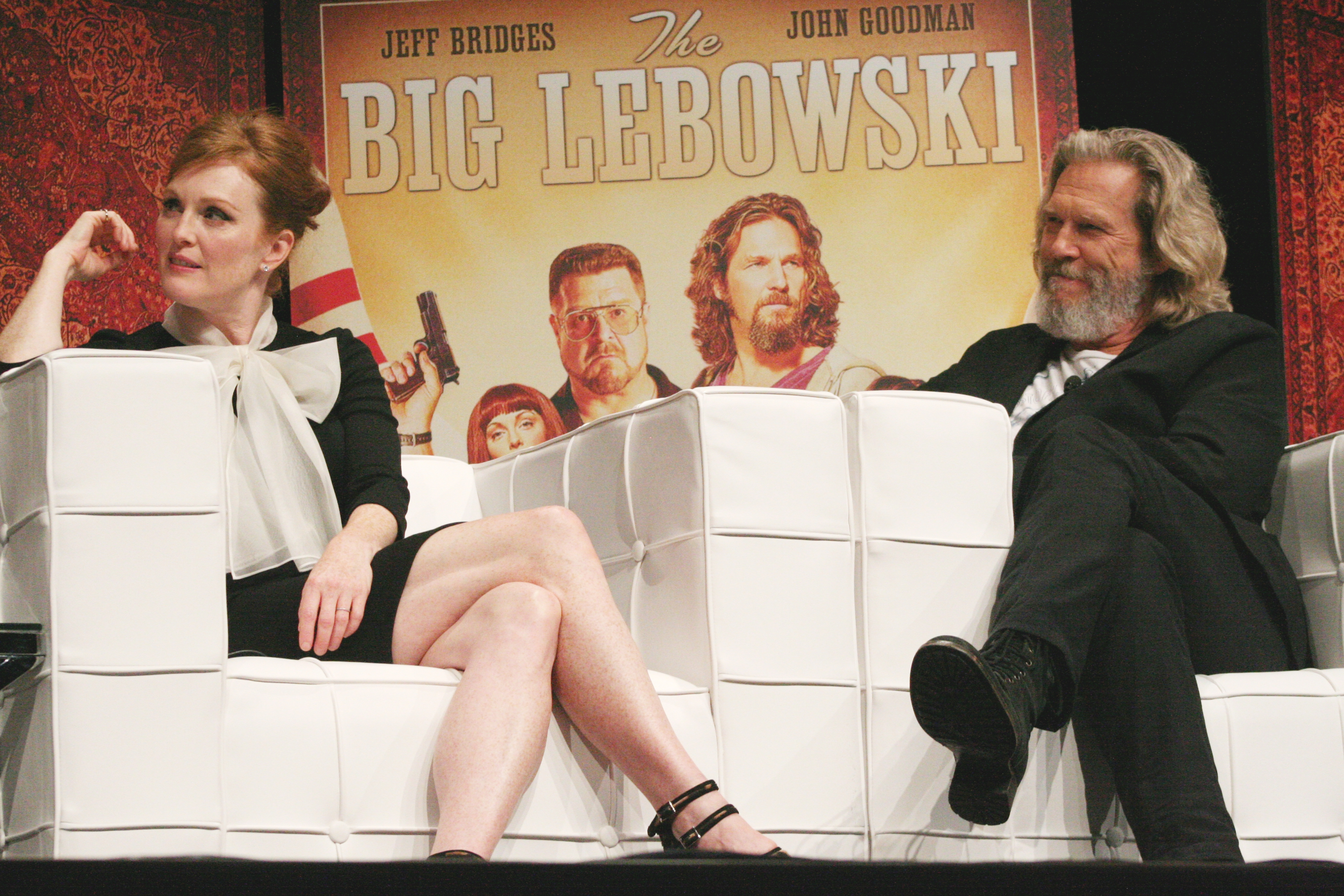
Julianne Moore (« Maude » dans le film) et Jeff Bridges (« The Dude »), en 2011.

- Jeff Lebowski, alias Le Duc (The Dude en VO), interprété par Jeff Bridges, est un célibataire sans emploi et sans aucune ambition qui se satisfait de sa vie tranquille et sans soucis. Il passe beaucoup de temps à jouer au bowling et est également un grand amateur de russes blancs et de marijuana. Les frères Coen, en écrivant le scénario du film, ont très vite pensé à Jeff Bridges pour jouer le rôle principal[1]. Le personnage est inspiré en partie de Jeff Dowd, un activiste politique et producteur de films indépendants américain, qui a notamment été membre du Seattle Liberation Front durant la guerre du Viêt Nam, et en partie par Peter Exline, un ami des frères Coen qui, en récupérant sa voiture qui lui avait été volée, avait trouvé à l'intérieur un devoir de classe d'un élève de douze ans[2].

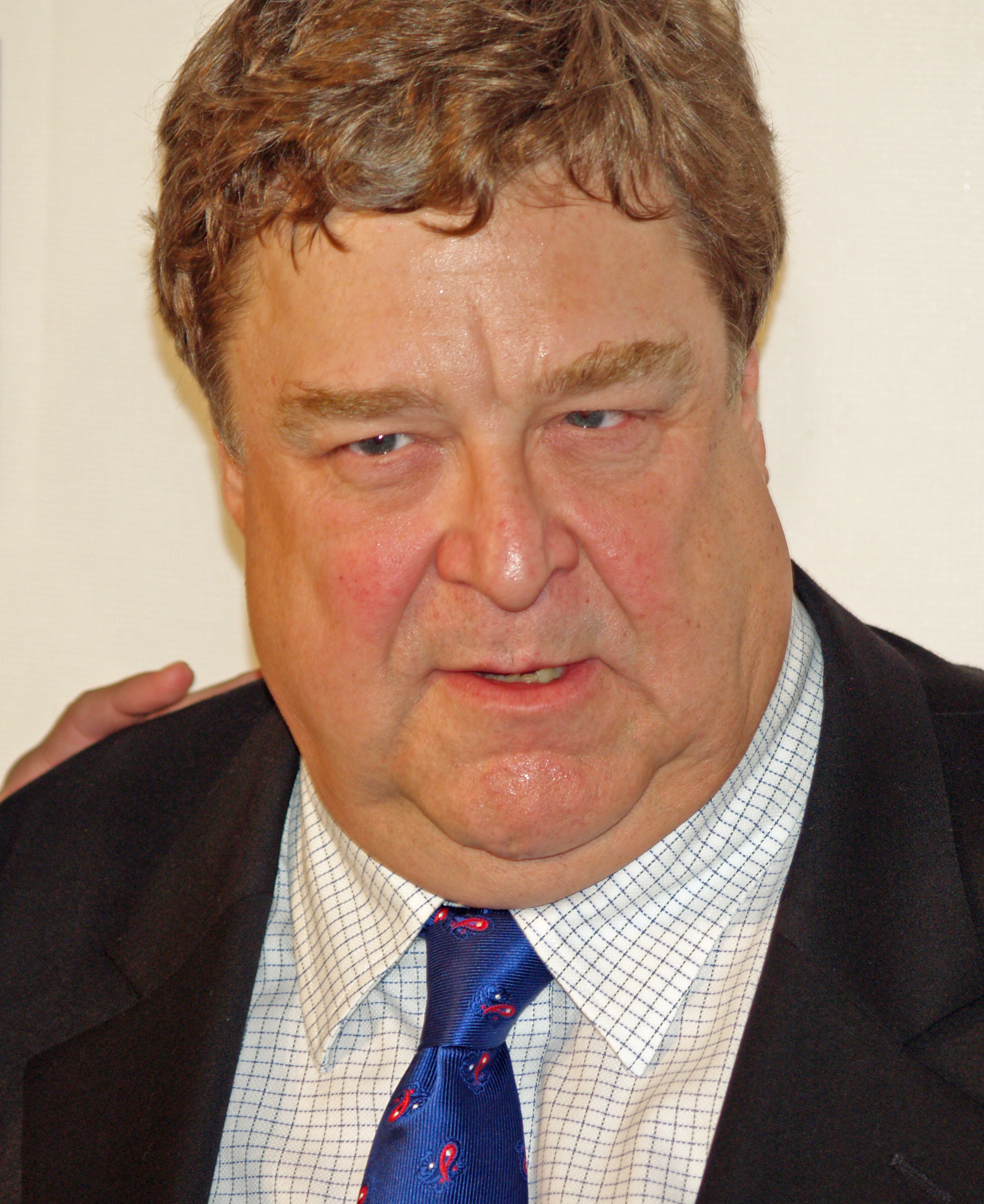
John Goodman interprète le personnage de Walter Sobchak.

- Walter Sobchak, interprété par John Goodman, est un vétéran de la guerre du Viêt Nam, converti au judaïsme par son ex-femme, qui est le meilleur ami et le partenaire de bowling du Dude. Il a tendance à perdre très vite son sang-froid et n'hésite pas à menacer les gens ou à faire usage d'armes diverses pour régler des situations conflictuelles. Il mentionne la guerre du Viêt Nam dans toutes ses conversations et fait tout au long du film plusieurs commentaires sur la guerre du Golfe, les événements du film se déroulant en 1991. Le réalisateur et scénariste John Milius a servi de source d'inspiration aux frères Coen pour ce personnage[3].
- Maude Lebowski, interprétée par Julianne Moore, est la fille du Big Lebowski et de sa première épouse. C'est une féministe et une artiste d'avant-garde qui décrit ses œuvres comme perturbantes pour les hommes en raison de leur côté « vaginal ». Elle ne s'entend pas avec son père et a présenté Bunny Lebowski à Uli Kunkel.
- Théodore Donald « Donny » Kerabatsos, interprété par Steve Buscemi, est un ami et partenaire de bowling du Dude. De nature aimable et naïve, il excelle au bowling et interrompt fréquemment les conversations entre le Dude et Walter, se faisant immanquablement rabrouer par ce dernier. Le fait que Walter dise sans arrêt à Donny de la fermer (« Shut the fuck up, Donny » en version originale) est un clin d'œil à Fargo, précédent film des frères Coen dans lequel le personnage interprété par Steve Buscemi parlait sans cesse[4].
- The Big Lebowski, interprété par David Huddleston, est un millionnaire paraplégique (il a perdu l'usage de ses jambes durant la guerre de Corée) qui est le père de Maude Lebowski et le mari de Bunny Lebowski, sa seconde épouse. De son vrai nom Jeffrey Lebowski, il est l'homonyme du protagoniste, ce qui crée un malentendu à l'origine de l'intrigue du film. Il est très fier de sa réussite et méprise ouvertement le Dude mais il s'avère finalement que c'est sa première épouse qui était très fortunée et que Maude, qui a hérité de l'essentiel du patrimoine, ne fait que lui permettre de s'occuper d'œuvres philanthropiques pour son compte.
- Brandt, interprété par Philip Seymour Hoffman, est le fidèle assistant du Big Lebowski, qui joue souvent un rôle d'intermédiaire entre lui et le Dude.
- Les Nihilistes, Uli Kunkel, Kieffer et Franz, interprétés respectivement par Peter Stormare, Flea et Torsten Voges, sont des musiciens allemands qui, avec la complicité de la petite amie de Franz (jouée par Aimee Mann) prétendent avoir enlevé Bunny Lebowski. On découvre également que Kunkel avait joué dans un film pornographique avec Bunny Lebowski sous le pseudonyme de Karl Hungus. L'idée du personnage d'Uli Kunkel a pris forme sur le tournage de Fargo, durant lequel Peter Stormare parlait souvent avec un accent allemand caricatural[5].
- Bunny Lebowski, interprétée par Tara Reid, est la jeune seconde épouse du Big Lebowski qui s'est enfuie de la ferme familiale dans le Minnesota avant de tourner dans des films pornographiques produits par Jackie Treehorn (sous le pseudonyme de Bunny LaJoya). D'après Tara Reid, Charlize Theron a également passé une audition pour le rôle[6].
- Jesus Quintana, interprété par John Turturro, est le futur adversaire de l'équipe de bowling du Dude pour les demi-finales du championnat. Ce Latino-Américain qui parle souvent de lui à la troisième personne a passé six mois à la prison de Chino (Californie) pour exhibitionnisme devant un enfant de huit ans. John Turturro, qui pensait à l'origine que son rôle serait plus important, a apporté beaucoup d'idées pour la caractérisation de son personnage, comme le soin particulier qu'il prend de sa boule de bowling et sa danse particulière, inspirée selon l'acteur par celle de Mohamed Ali, quand il réalise un strike[7].
- L'Étranger, interprété par Sam Elliott, est le narrateur du film, qui apparaît également dans deux scènes où il discute avec le Dude dans la salle de bowling où celui-ci passe beaucoup de son temps. Il introduit et conclut l'histoire.
- Jackie Treehorn, interprété par Ben Gazzara, est un riche pornographe vivant à Malibu à qui Bunny Lebowski doit une importante somme d'argent.
- Knox Harrington, interprété par David Thewlis, est un vidéaste ami avec Maude Lebowski. Il présente une ressemblance physique avec le cinéaste expérimental John Waters.
- Da Fino, interprété par Jon Polito, est un détective privé engagé par les parents de Bunny Lebowski pour ramener leur fille chez eux.
- Smokey, interprété par Jimmie Dale Gilmore, est un joueur de bowling pacifiste menacé d'une arme à feu par Walter Sobchak au cours d'une partie.
- Marty, interprété par Jack Kehler, est le propriétaire de la maison que loue le Dude.

## Fiche technique

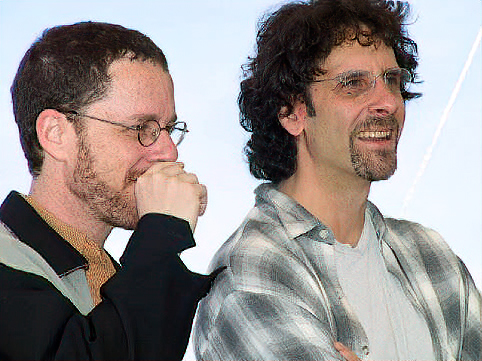
The Big Lebowski est le septième long métrage des frères Coen.

- Titre original et français : The Big Lebowski
- Titres québécois : Erreur sur la personne, puis Le Grand Lebowski (pour la sortie DVD)
- Réalisation : Joel Coen, Ethan Coen (non crédité)[a]
- Scénario : Joel et Ethan Coen
- Musique : Carter Burwell
- Décors : Rick Heinrichs
- Costumes : Mary Zophres
- Photographie : Roger Deakins
- Montage : Tricia Cooke, Joel et Ethan Coen
- Production : Ethan Coen
- Sociétés de production : PolyGram Filmed Entertainment et Working Title Films
- Société de distribution : Gramercy Pictures (États-Unis)
- Budget : 15 000 000 $[8]
- Pays de production :  États-Unis et  Royaume-Uni
- Langues originales : anglais, allemand, hébreu, espagnol
- Formats : couleur - 1,85:1 - 35 mm - son DTS
- Genre : comédie
- Durée : 117 minutes
- Dates de sortie[9] :
  - États-Unis : 18 janvier 1998 (Festival du film de Sundance), 6 mars 1998 (sortie nationale)
  - Canada : 6 mars 1998
  - Suisse : 20 mars 1998 (Suisse alémanique), 22 avril 1998 (Suisse romande)
  - Belgique : 15 avril 1998
  - France : 22 avril 1998
- Classification :
  - R (restricted) aux États-Unis[b]
  - U en France[c]
  - 13+ au Québec[d]

## Distribution
- Jeff Bridges (VF : Jean-Yves Chatelais) : Jeffrey Lebowski, dit « le Duc » (The Dude en VO)
- John Goodman (VF : Claude Brosset) : Walter Sobchak
- Julianne Moore (VF : Cécile Paoli) : Maude Lebowski
- Steve Buscemi (VF : Gérard Darier) : Théodore Donald « Donny » Kerabatsos
- David Huddleston (VF : William Sabatier) : Jeffrey Lebowski (The Big Lebowski en VO)
- Philip Seymour Hoffman (VF : Daniel Kenigsberg) : Brandt
- Tara Reid (VF : Stéphanie Murat) : Bunny Lebowski
- John Turturro (VF : Didier Brice) : Jesus Quintana
- Sam Elliott (VF : François Siener) : l'Étranger
- David Thewlis (VF : Laurent Natrella) : Knox Harrington
- Ben Gazzara (VF : Daniel Dury) : Jackie Treehorn
- Peter Stormare (VF : Christian Stonner) : Uli Kunkel, l'un des nihilistes
- Flea (VF : Karl Hoffmann) : Kieffer, l'un des nihilistes
- Torsten Voges (VF : Werner Kolk) : Franz, l'un des nihilistes
- Jon Polito (VF : Gérard Boucaron) : Da Fino
- Philip Moon (VF : Boris Rehlinger) : Woo, l'un des hommes de main de Jackie Treehorn
- Mark Pellegrino (VF : Jacques Vincey) : l'un des hommes de main de Jackie Treehorn
- Jimmie Dale Gilmore (VF : Jean-Paul Tribout) : Smokey
- Jack Kehler (VF : Jacques Bouanich) : Marty
- Dom Irrera (VF : Pierre Forest) : Tony
- Harry Bugin : Arthur Digby Sellers
- Jesse Flanagan : Larry Sellers
- Leon Russom (VF : Michel Fortin) : le chef de la police de Malibu
- Warren Keith : Francis Donnelly
- Marshall Manesh (VF : François Dunoyer) : le docteur
- Asia Carrera : Sherry
- Richard Gant : un policier
- Christian Clemenson : un policier

Sources doublage : AlloDoublage (VF)

## Production

### Développement

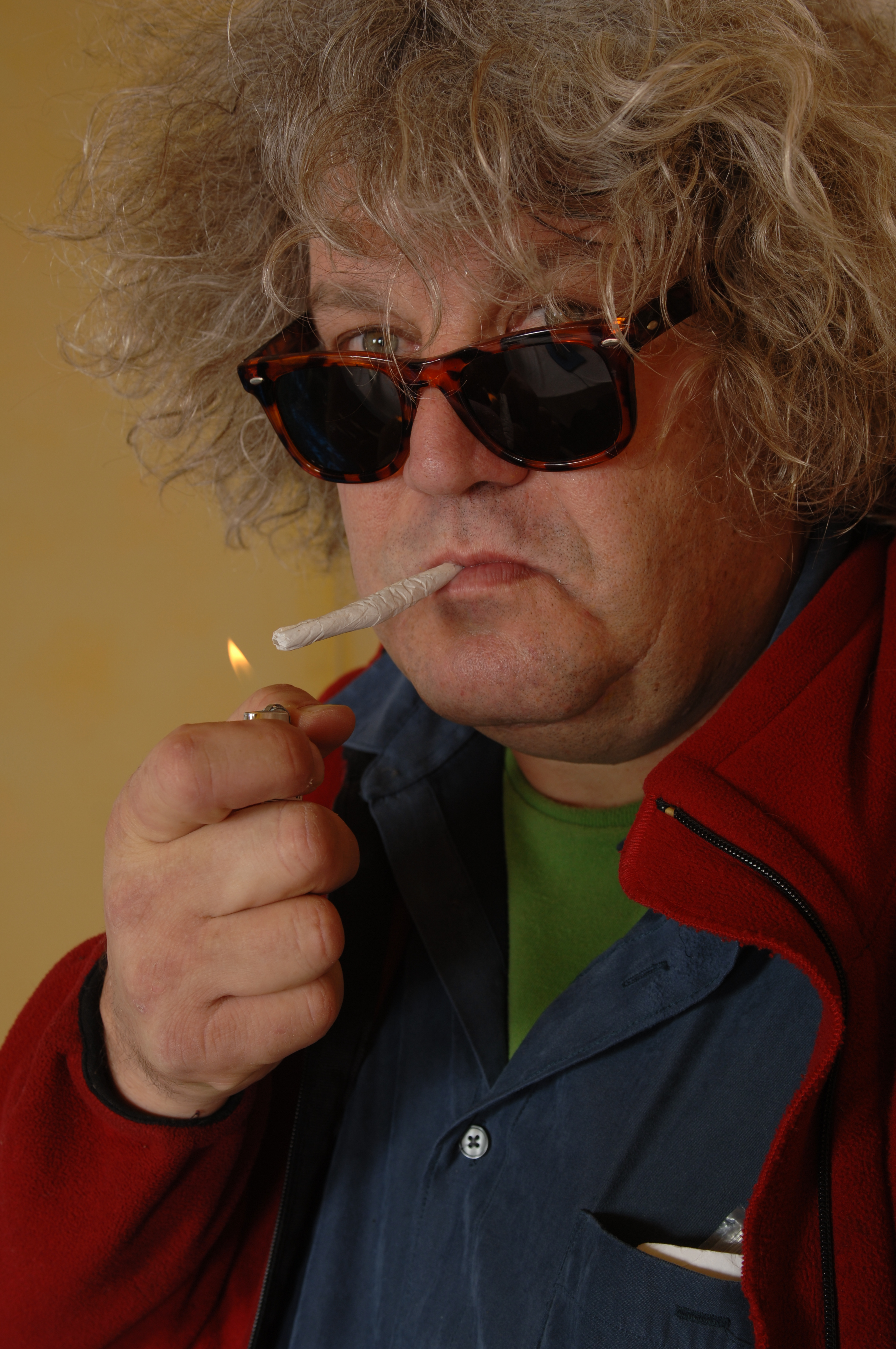
Jeff Dowd, producteur de films indépendants et ancien activiste politique, a été la principale inspiration des frères Coen pour la création du personnage du Dude.

Le personnage du Dude s'inspire en grande partie de Jeff Dowd, un producteur de films que les frères Coen ont rencontré alors qu'ils essayaient de trouver un distributeur pour leur premier film, Sang pour sang. Dowd avait été un contestataire radical durant la guerre du Viêt Nam (et notamment membre des « Sept de Seattle » évoqués dans le film), aimait boire des russes blancs et était surnommé The Dude. Il s'inspire également de Peter Exline, un ami des frères Coen vétéran de la guerre du Viêt Nam qui vivait dans un appartement miteux et était très fier d'un tapis qui « harmonisait très bien la pièce ». Exline avait été présenté aux frères Coen par Barry Sonnenfeld, qu'il avait connu à l'université de New York, toujours durant la période où ils cherchaient un financement pour Sang pour sang. Après avoir sympathisé avec eux, Exline raconta aux frères Coen de nombreuses anecdotes sur sa propre vie, et notamment une où, avec l'aide de son ami Lewis Abernathy, un camarade de la guerre du Viêt Nam devenu détective privé (et qui a été l'une des inspirations pour le personnage de Walter Sobchak), il avait retrouvé la trace et confronté un lycéen qui avait volé sa voiture. Tout comme dans le film, la voiture d'Exline avait été retrouvée par la police et il avait trouvé le devoir de classe d'un élève de quatrième sous le siège du passager. Exline appartenait également à une ligue amateur de softball mais les frères Coen ont préféré que le Dude joue au bowling car, d'après une interview d'Ethan Coen, « c'est un sport très social où vous pouvez vous asseoir, boire et fumer tout en étant engagé dans des conversations ineptes ». Les frères Coen rencontrèrent plus tard, durant le tournage de Barton Fink, le réalisateur John Milius et incorporèrent sa passion pour les armes à feu et son militarisme au personnage de Walter.
D'après Julianne Moore, le personnage de Maude Lebowski est basé sur l'artiste Carolee Schneemann, « qui travaillait nue sur une balançoire », et sur Yoko Ono. Quant à celui de Jesus Quintana, Joel Coen a rapporté dans une interview que l'idée leur a été inspirée en partie, à son frère et lui, lorsqu'ils ont vu John Turturro jouer le rôle d'un pédéraste dans une représentation d'une pièce, Mi Puta Vida, donnée au Public Theater en 1988.
La structure générale du film est pour sa part très influencée par les romans noirs de Raymond Chandler, et particulièrement par Le Grand Sommeil. Ethan Coen a déclaré à ce sujet : « Nous voulions quelque chose qui produirait un certain sentiment narratif, une sorte d'histoire à la Raymond Chandler moderne, et c'est pourquoi nous l'avons située à Los Angeles. Nous voulions avoir un flux narratif, une histoire qui se déplacerait à travers différents endroits de la ville et différentes classes sociales, comme dans un roman de Chandler ». Joel Coen a également fait remarquer que l'utilisation d'un narrateur en voix off provient aussi de Chandler : « Il joue un peu le rôle du spectateur. Dans les adaptations des romans de Chandler, c'est le personnage principal qui parle en voix off et nous nous en sommes inspirés mais nous n'avons pas voulu reproduire cela à l'identique. C'est comme si quelqu'un commentait l'histoire d'un point de vue omniscient et, en même temps, avec le côté truculent d'un Mark Twain ».
Pour Joel Coen, la place accordée au bowling dans le film « devait être importante afin de refléter la période de la fin des années 1950 et du début des années 1960. Cela donne au film un côté rétro et légèrement anachronique qui nous renvoie à une époque pas si lointaine mais qui est néanmoins bel et bien révolue ».

### Scénario
The Big Lebowski a été écrit à peu près à la même période que Barton Fink. Quand les frères Coen ont décidé de le réaliser, John Goodman et Jeff Bridges étaient respectivement pris par les tournages de la série Roseanne et de Wild Bill de Walter Hill, et ils ont donc décidé de réaliser Fargo dans l'intervalle. Selon Ethan Coen, « le film a été conçu pour tourner autour de la relation entre le Dude et Walter, tout comme Barton Fink tourne autour des scènes entre Fink et Charlie Meadows ». L'intrigue de cette comédie qui parodie le film noir se révèle d'ailleurs sans importance, le scénario s'attachant plutôt à présenter une galerie de personnages savoureux et les relations qu'ils entretiennent entre eux,.
Les frères Coen ont placé le décor du film à Los Angeles car c'est là que vivaient les personnes qui leur avaient inspiré ce scénario. Quand Peter Exline leur a raconté son anecdote au sujet de sa voiture volée, ils ont trouvé que c'était tout à fait le type d'incident à la Raymond Chandler et ont décidé d'intégrer des éléments des romans de cet auteur dans le scénario. Joel Coen a cité le film Le Privé, de Robert Altman, adaptation d'un roman de Chandler à une époque contemporaine, comme ayant été d'une grande influence sur The Big Lebowski. Quand ils ont commencé à se mettre au scénario du film, les frères Coen en ont d'abord écrit une quarantaine de pages avant de le laisser de côté pendant un moment et de le finir plus tard. Il s'agit d'un procédé d'écriture habituel pour eux car, d'après leurs propres mots, ils rencontrent souvent un problème d'écriture à un moment donné et passent donc à un autre projet avant de revenir à leur manuscrit précédent. C'est de cette manière qu'ils accumulent des idées pour leurs films à venir. Ainsi, ils sont revenus beaucoup plus tard dans leur processus d'écriture sur certaines scènes, allégeant par exemple une scène d'exposition qu'ils trouvaient trop pesante en y ajoutant le personnage de « parasite décadent » de Knox Harrington. Dans le manuscrit original, la voiture du Dude était une Chrysler LeBaron mais ce véhicule n'était pas assez grand pour la carrure de John Goodman et les frères Coen l'ont donc remplacé par une Ford Torino.

### Préproduction

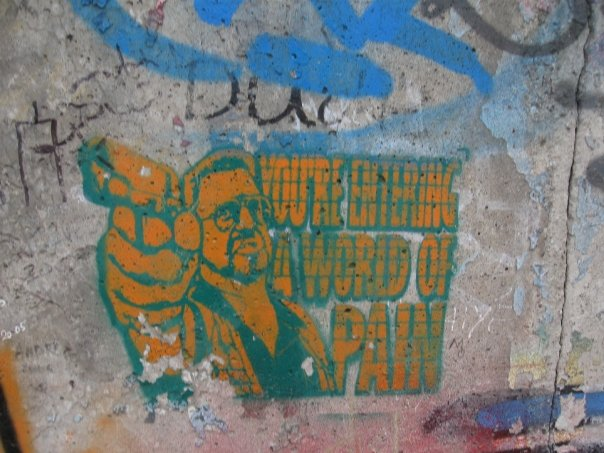
Graffiti représentant Walter Sobchak dans une scène du film.

PolyGram Filmed Entertainment et Working Title Films, qui avaient déjà produit Fargo, ont financé le film à hauteur d'un budget de 15 000 000 de dollars. Au sujet du casting du film, Joel Coen a fait remarquer qu'ils ont, son frère et lui, tendance à écrire pour les personnes qu'ils connaissent et avec qui ils ont déjà travaillé sans savoir précisément qui va jouer tel rôle, et qu'ils ont écrit The Big Lebowski spécialement pour John Goodman et Steve Buscemi. Jeff Bridges, très vite choisi pour interpréter le rôle principal, a rencontré Jeff Dowd pour préparer son rôle mais affirme qu'il s'est beaucoup basé « sur ma propre vie dans les années 1960 et 1970. J'ai vécu dans des endroits similaires et j'ai pris des drogues, même si je pense que j'étais un peu plus créatif que le Duc ». L'acteur s'est également servi de sa garde-robe personnelle pour les vêtements portés par son personnage, en choisissant ceux que le Dude serait susceptible de revêtir et a adopté le look de Jeff Dowd, prenant plusieurs kilos pour avoir le même ventre rebondi. Quant à John Goodman, il voulait à l'origine un style de barbe différent pour le personnage de Walter mais les frères Coen ont insisté sur l'aspect de « gladiateur » qu'il devait avoir et il s'est avéré que cette barbe était bien assortie à sa coupe de cheveux.
Malgré le côté du film très orienté vers les sixties, les frères Coen ont tenu à éviter certains clichés qui y sont habituellement associés, comme les lampes à lave, les affiches fluorescentes et la musique de Grateful Dead et, pour être en accord avec le thème du bowling, ont donné un aspect très lumineux au film. Ainsi, le motif étoilé que l'on retrouve tout au long du film a commencé avec la conception du design de l'allée de bowling par le chef décorateur Rick Heinrichs. Cela s'est répercuté sur le design des deux séquences oniriques qui, remarque Heinrichs, « comprennent toutes deux des motifs étoilés qui sont comme des lignes rayonnantes vers un point. Dans le premier rêve, le Duc se fait assommer et on peut voir des étoiles qui viennent toutes se mélanger dans le ciel nocturne de Los Angeles. Et le deuxième rêve se situe dans un environnement astral sur fond étoilé ». Pour les décors de la résidence sur la plage de Malibu de Jackie Treehorn, Heinrichs s'est inspiré du style de mobilier que l'on voyait chez les célibataires à la fin des années 1950 et au début des années 1960. Les frères Coen lui avaient également spécifié qu'ils désiraient que la fête donnée sur la plage par Treehorn ait un thème rappelant la civilisation inca avec un aspect sacrificatoire.
Durant la phase de pré-production, le directeur de la photographie Roger Deakins a également discuté de l'aspect visuel qu'aurait le film avec les frères Coen, ceux-ci lui ayant dit que certaines parties devraient être très réalistes et contemporaines alors que d'autres, et notamment les séquences oniriques, devraient être très stylisées. La chorégraphie du film a quant à elle été dirigée par Bill et Jacqui Landrum. Pour sa séquence de danse, l'une des deux seules scènes où il apparaît, l'acteur Jack Kehler a dû effectuer trois répétitions de trois heures chacune. Les frères Coen lui ont proposé un choix de trois ou quatre morceaux de musique classique parmi lesquels l'acteur devait sélectionner celui sur lequel il danserait et Kehler a finalement choisi Tableaux d'une exposition, de Modeste Moussorgski.

### Tournage

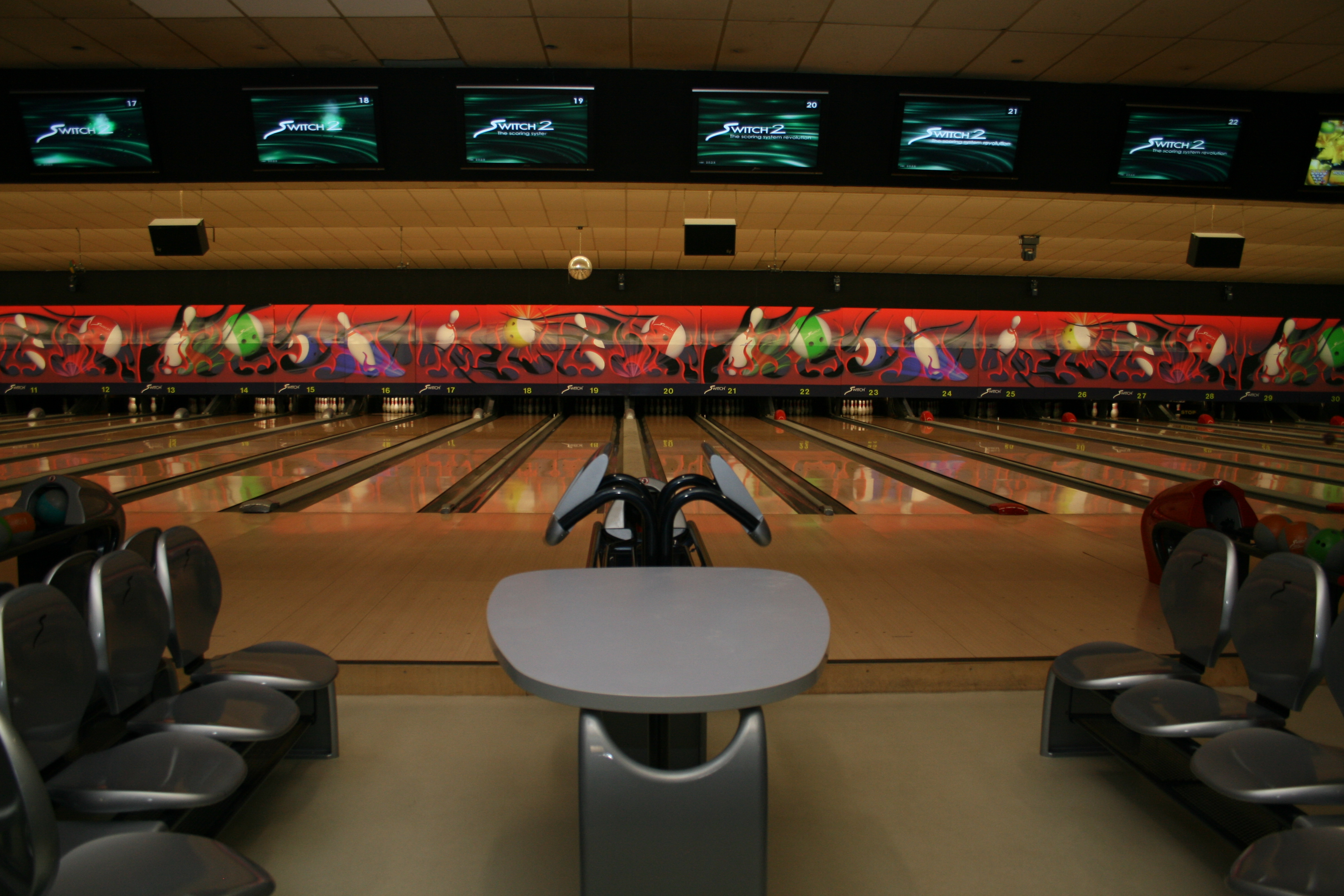
De nombreuses scènes du film ont été tournées dans une salle de bowling.

Le tournage s'est déroulé sur une période de onze semaines, du 27 janvier au 25 avril 1997, à Los Angeles et dans ses environs, notamment Beverly Hills (où se situe le Greystone Park and Mansion, résidence utilisée pour les intérieurs du manoir du « Big Lebowski », et la Sheats Goldstein Residence, utilisée pour les intérieurs de la résidence de Jackie Treehorn), Culver City (pour la scène de la destruction de la Chevrolet Corvette), Malibu et Santa Barbara (pour la scène de la dispersion des cendres de Donny). Toutes les scènes se déroulant dans la salle de bowling ont été tournées au Hollywood Star Lanes pendant une période de trois semaines et les deux scènes oniriques dans un ancien hangar à avions reconverti de Santa Monica. D'après Joel Coen, les seuls conseils qu'il a dû donner à Jeff Bridges concernant son jeu d'acteur étaient « quand il venait au début d'une scène dans un nouvel endroit et me demandait si je pensais que le Duc avait fumé un joint sur le trajet. Je répondais en général par l'affirmative et Jeff commençait alors à se frotter les yeux pour qu'ils soient injectés de sang ». Julianne Moore, qui avait reçu le script alors qu'elle était sur le tournage du Monde perdu : Jurassic Park, tourna toutes ses scènes en l'espace de deux semaines, une au début et une à la fin du tournage[réf. souhaitée], et Sam Elliott ne resta que deux jours sur le tournage du film, durant lesquels il fit de nombreuses prises de son discours final.
Roger Deakins a décrit le visuel des séquences oniriques comme très vif, monochromatique et très éclairé, dans le but de permettre une plus grande profondeur de champ. Au sujet de l'appartement du Dude, Deakins parle d'une lumière assez sale pour refléter le côté minable du lieu. Entre ces deux visuels très différents, il a éclairé les scènes de nuit en employant un effet orange de lampe à vapeur de sodium plutôt que d'adopter l'habituel éclairage bleu des réverbères ou du clair de lune. Les frères Coen ont filmé une grande partie du film avec un objectif grand angle car cela facilitait une plus grande profondeur de champ et rendait les mouvements de caméra plus dynamiques.

### Bande originale
Bandes originales des films des frères Coen
Fargo
(1996) O'Brother
(2000)
La composition de la bande originale a été confiée à Carter Burwell, collaborateur régulier des frères Coen pour la musique de leurs films. Pendant qu'ils écrivaient le scénario, ils avaient particulièrement à l'esprit Just Dropped In (To See What Condition My Condition Was In) de Kenny Rogers, la reprise d'Hotel California par les Gipsy Kings, ainsi que plusieurs chansons de Creedence Clearwater Revival. Ils demandèrent à T-Bone Burnett de choisir d'autres chansons pour la bande originale en sachant qu'ils désiraient plusieurs genres de musiques différents et de différentes époques et Burnett leur proposa même des morceaux de Henry Mancini et Yma Sumac. Burnett réussit à obtenir les droits pour les chansons de Kenny Rogers et des Gipsy Kings ainsi que ceux d'un morceau relativement peu connu de Bob Dylan intitulé The Man in Me, mais il eut beaucoup de mal à avoir ceux de la reprise de Townes Van Zandt de Dead Flowers des Rolling Stones, qui figure dans le générique de fin. En effet, Allen Klein, l'ancien manager des Stones, possédait les droits de cette chanson et réclamait 150 000 dollars pour les accorder. Burnett réussit cependant à convaincre Klein d'assister à la diffusion d'une première version du film et Klein donna son accord après avoir entendu la réplique du Dude au chauffeur de taxi qui le ramène de Malibu « I hate the fuckin' Eagles, man ! ». Burnett devait figurer dans les crédits du film en tant que music supervisor mais demanda à être plutôt crédité comme music archivist car il détestait l'idée de superviser et ne voulait pas qu'on pense à lui comme à un dirigeant.
Pour Joel Coen, la bande originale, comme d'autres éléments du film, fait écho aux années 1960 et au début des années 1970. La musique définit chaque personnage comme une signature. Ainsi, Tumbling Tumbleweeds a été choisi pour accompagner l'Étranger, tout comme Jackie Treehorn est accompagné par Lujon et le Dude par Creedence Clearwater Revival. Les nihilistes sont quant à eux accompagnés par un morceau « techno-pop » composé par Carter Burwell et qui est un clin d'œil au groupe Kraftwerk. En effet, le nom fictif du groupe de musique des nihilistes, Autobahn, provient d'un album homonyme de Kraftwerk, et la jaquette de leur album Nagelbett parodie celle de The Man-Machine, où les membres de Kraftwerk sont photographiés portant une chemise rouge et une cravate noire.
| 1.  | The Man in Me                                               | Bob Dylan               | 3:08 |
| 2.  | Her Eyes Are a Blue Million Miles                           | Captain Beefheart       | 2:54 |
| 3.  | My Mood Swings                                              | Elvis Costello          | 2:10 |
| 4.  | Ataypura                                                    | Yma Sumac               | 3:03 |
| 5.  | Trafic Boom                                                 | Piero Piccioni          | 3:15 |
| 6.  | I Got It Bad and That Ain't Good                            | Nina Simone             | 4:07 |
| 7.  | Stamping Ground                                             | Moondog                 | 5:11 |
| 8.  | Just Dropped In (To See What Condition My Condition Was In) | Kenny Rogers            | 3:21 |
| 9.  | Walking Song                                                | Meredith Monk           | 2:55 |
| 10. | Glück das mir verblieb                                      | Erich Wolfgang Korngold | 5:08 |
| 11. | Lujon                                                       | Henry Mancini           | 2:38 |
| 12. | Hotel California                                            | Gipsy Kings             | 5:47 |
| 13. | Wie Glauben                                                 | Carter Burwell          | 3:21 |
| 14. | Dead Flowers                                                | Townes Van Zandt        | 4:47 |

Parmi les autres morceaux utilisés dans le film mais qui ne sont pas présents sur l'album, figurent Tumbling Tumbleweeds, interprété par The Sons of the Pioneers, un extrait du Requiem de Mozart, Run Through the Jungle et Lookin' Out My Back Door, par Creedence Clearwater Revival, Behave Yourself par Booker T. and the M.G.'s, I Hate You par The Monks, un extrait de Tableaux d'une exposition, de Modeste Moussorgski, Mucha Muchacha de Juan García Esquivel, Piacere Sequence de Teo Usuelli, Standing on the Corner par Dean Martin, Tammy par Debbie Reynolds, Oye cómo va par Carlos Santana, Peaceful Easy Feeling par les Eagles, un extrait du générique de la série télévisée Le Proscrit, Viva Las Vegas par Big Johnson, puis par Shawn Colvin, et Dick on a Case de Carter Burwell.

## Accueil

### Sortie et box-office
La première projection publique du film s'est déroulée à l'Eccles Theater lors du festival du film de Sundance le 18 janvier 1998. Le journaliste du Toronto Star Peter Howell, qui y assistait, écrivit dans son article : « Il est difficile de croire que ce film est l'œuvre de l'équipe qui a gagné l'Oscar du meilleur scénario original pour Fargo l'année dernière. Il y a un grand nombre d'insanités dans ce film, qui tente vainement de masquer les lacunes de ses dialogues ». Il a été ensuite présenté en compétition officielle pour l'Ours d'or à la Berlinale 1998, dans le cadre de laquelle il a été projeté le 15 février 1998. La sortie nationale aux États-Unis a eu lieu le 6 mars 1998 dans 1 207 salles, le film rapportant au box-office 5 533 844 $ pour son premier week-end d'exploitation, et 17 451 873 $ au total, soit à peine plus que son budget. Au niveau mondial, il a rapporté en tout 46 189 568 $. Il a attiré dans les salles de cinéma 708 859 spectateurs en France, 167 815 spectateurs en Suisse et 47 866 spectateurs en Belgique.

### Accueil critique
Le film recueille 80 % de critiques positives, avec une note moyenne de 7,2/10 et sur la base de 86 critiques collectées, sur le site internet Rotten Tomatoes. Sur le site Metacritic, il obtient un score de 69/100, sur la base de 22 critiques collectées.
Todd McCarthy, du magazine Variety, a écrit que « l'un des indiscutables points forts du film est sa bande originale, où les compositions originales de Carter Burwell se mêlent à des standards de la pop et à des merveilleuses reprises ». Susan Wloszczyna, de USA Today, a donné au film trois étoiles sur quatre, estimant que le Dude était « un héros trop passif pour maintenir l'intérêt » mais qu'il y avait « suffisamment de brillantes idées pour penser que, tout comme le Dude, les astucieux frères Coen tiennent bon ». Dans son article pour The Washington Post, Desson Howe a félicité les frères Coen et « leur goût absurde et inspiré pour une culture américaine étrange et particulière, une sorte de néo-culture entièrement inventée, les Coen ayant défini et maîtrisant leur propre sous-genre bizarre. Personne ne fait des films comme eux et, cela va presque sans dire, personne ne les surpasse ». Janet Maslin, du New York Times, a loué les performances de Jeff Bridges et de John Goodman, estimant que « le rôle de Jeff Bridges lui va tellement bien qu'il semble n'en avoir jamais joué aucun autre. On l'observe traîner des pieds avec une grâce nonchalante et son personnage en apparence à côté de ses pompes est interprété avec un fin talent comique. John Goodman joue également son rôle à la perfection, ses terribles colères manquant totalement d'à-propos contrastant parfaitement avec l'attitude désinvolte du Dude ». Dans sa critique pour The New York Observer, Andrew Sarris écrit, « on rit énormément et on a un sentiment de crainte révérencielle devant tant de savoir-faire. Je doute de revoir un autre film comme celui-ci cette année ». Ian Nathan, du magazine Empire, donne cinq étoiles au film et écrit « dans un monde parfait, tous les films seraient réalisés par les frères Coen ». Roger Ebert, du Chicago Sun-Times, donne quant à lui trois étoiles sur quatre au film, le décrivant comme « étrangement attirant ».
D'un autre côté, Jonathan Rosenbaum a écrit dans le Chicago Reader, « la réalisation de The Big Lebowski est pleine d'esbroufe et le résultat est assez amusant. Mais pour autant que cela représente une position morale, ce que les personnages stylisés des frères Coen font invariablement, elle est élitiste car elle élève les personnages de Jeff Bridges et de John Goodman au rang de sel de la terre ». Dave Kehr, dans sa critique pour le New York Daily News, juge l'idée de départ « éculée et donnant un film sans aucun liant ». The Guardian évoque quant à lui « une foule d'idées mises dans un sac et renversées au hasard. Le film est exaspérant et ne remportera aucun prix malgré quelques gags formidables ».
En France, les critiques ont été globalement positives. Philippe Rouyer, de Positif, trouve que les frères Coen « s'ingénient à détourner toutes les composantes du film noir avec un bel entrain » à travers cette « traversée miraculeuse d'une intrigue aussi embrouillée que périlleuse par un antihéros désinvolte » et que les « intermèdes oniriques, loin de se cantonner à d'ébouriffants exercices de style, prolongent des scènes bien réelles filmées à la manière des songes ». Michel Pascal, du Point, évoque une forme soignée, « des dialogues percutants et drôles » et « une distribution en or », et Jean-Pierre Dufreigne, de L'Express, « une franche déconnade » qui tourne en dérision les films noirs à la Chandler. Pour Les Inrockuptibles, c'est une « relecture hilarante du Grand Sommeil » où les thèmes habituels des frères Coen sont traités sur un mode comique. Didier Péron, de Libération compare le film à un « tortueux labyrinthe d'extravagances » mêlant « le film noir, la comédie musicale, le burlesque et le non-sens » et entraînant le spectateur dans une « douce euphorie », en déclarant que les Coen sont proches du pop'art, même si Louis Skorecki est beaucoup plus sévère dans la chronique télévisée du quotidien. Pour François Gorin, de Télérama, le film ne laissera pas « un grand souvenir cinéphilique » mais est très drôle et les acteurs jouent des personnages attachants qui auraient pu être grotesques mais qui sont « dans le ton ». Et Vincent Ostria, des Cahiers du cinéma, estime que si « de nombreuses situations du film, notamment les dialogues, sont percutants et bourrés d'humour bête et méchant, le film s'apparente finalement à une étude un peu condescendante sur la bêtise humaine » et que « cette insistance permanente sur la nullité métaphorique et littérale des personnages, principal ressort comique du film, finit par limiter un peu le propos de l'œuvre ».

### Distinctions
The Big Lebowski a été récompensé par le Bélier d'or du meilleur film étranger 1998, remis par la Guilde russe des critiques de cinéma. Il a également été nommé pour le Screen International Award du meilleur film non-européen de l'année aux Prix du cinéma européen en 1998, au grand prix de l'Union de la critique de cinéma, et, aux Satellite Awards 1999, Jeff Bridges, John Goodman et Julianne Moore ont été nommés respectivement dans les catégories du meilleur acteur dans un film musical ou une comédie, du meilleur second rôle masculin dans un film musical ou une comédie et du meilleur second rôle féminin dans un film musical ou une comédie. Le film est inscrit en 2014 au National Film Registry pour être conservé à la bibliothèque du Congrès.

## Éditions en vidéo
The Big Lebowski est sorti en DVD le 27 octobre 1998 en région 1 et le 27 avril 1999 en région 2. Universal Pictures Home Entertainment a sorti le 18 octobre 2005 un DVD « édition collector » avec le film remastérisé, qui contient une introduction exclusive de Mortimer Young, le making-of du film ainsi que des photos prises sur le tournage par Jeff Bridges. Cette édition spéciale est disponible en région 2 depuis le 4 avril 2006.
Pour les dix ans du film, une autre édition spéciale, appelée 10th Anniversary Edition, a également vu le jour. Sortie le 9 septembre 2008, elle est disponible uniquement en région 1 et réunit tous les bonus présents dans l'édition collector ainsi que plusieurs autres bonus exclusifs, notamment des interviews des acteurs principaux du film et des documentaires sur les scènes oniriques du film, le statut de film culte qu'il a acquis et la Lebowski Fest. Le film sort en Blu-ray 4K Ultra HD en septembre 2019  en région 2 pour les vingt ans du film.

## Influence culturelle

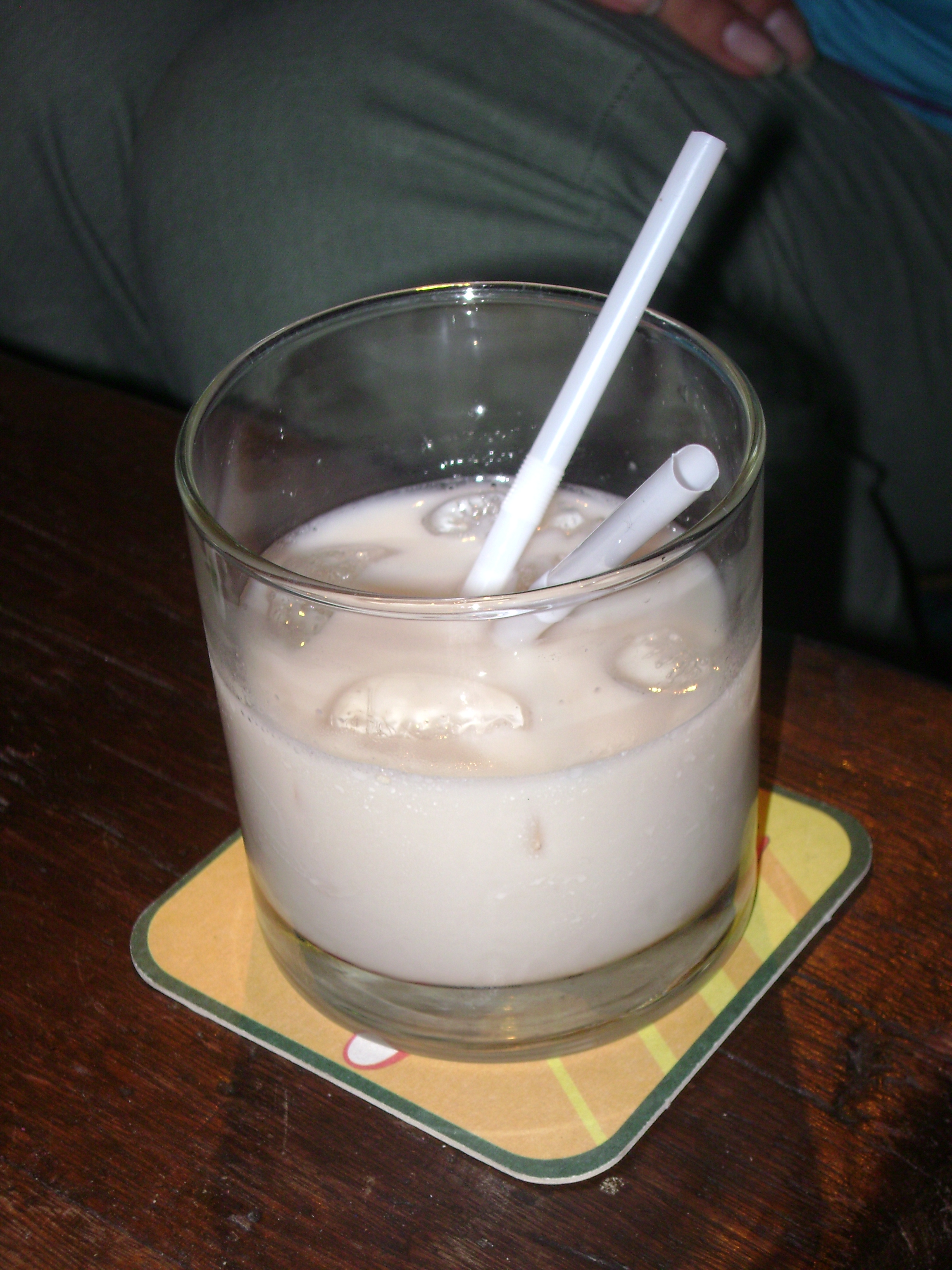
Un russe blanc, cocktail popularisé par le film.

Quelques années après sa sortie au cinéma, The Big Lebowski a acquis le statut de film culte,,,,, le site Critikat comparant même le destin du film au destin du Christ : sortie dans une quasi-indifférence, un Golgotha, résurrection en DVD et glorification par le culte, dudeisme et l'inscription au National Film Registry. Le journaliste Steve Palopoli, qui avait écrit un article à ce sujet dès juillet 2002, en parle comme du « dernier film culte du XXe siècle ou du premier du XXIe siècle ». Palopoli s'était rendu compte du phénomène que représentait le film après avoir assisté à une séance de minuit au New Beverly Cinema de Los Angeles et vu que les spectateurs échangeaient des répliques du film. Après la parution de son article, le responsable d'un cinéma de Santa Cruz décida de mettre le film à l'affiche et, lors du premier week-end, dut refuser plusieurs centaines de personnes. Ce cinéma projeta le film pendant six semaines, ce qui n'était jamais arrivé auparavant.
Le 12 octobre 2002, un événement baptisé Lebowski Fest fut organisé à Louisville, dans le Kentucky, réunissant 150 personnes. Depuis, cet événement, à mi-chemin entre un festival de bowling, de cinéma et de musique et une convention de fans, a lieu annuellement et attire des milliers de personnes, et des événements similaires sont organisés régulièrement dans d'autres grandes villes des États-Unis. Depuis 2005, un équivalent britannique de la Lebowski Fest, baptisé The Dude Abides, est organisé chaque année à Londres.
Le dudeisme, une parodie de religion qui a pour but de répandre la philosophie et le style de vie du personnage principal du film, a également été créée en 2005 par le journaliste Oliver Benjamin. Aussi connue sous le nom de The Church of the Latter-Day Dude, cette organisation revendique plus de 50 000 prêtres « dudéistes » en 2009, 220 000 en 2017, ordonnés à travers le monde via son site web.
Par ailleurs, le russe blanc, cocktail dont le Dude fait une grande consommation, a connu, alors qu'il était tombé dans l'oubli, un important regain de popularité grâce au succès rencontré ultérieurement par The Big Lebowski, popularité qui ne s'est toujours pas démentie plus de dix ans après la sortie du film.
Deux espèces d'araignées endémiques de Tanzanie, Anelosimus biglebowski et Anelosimus dude, ont été nommées en hommage au film et à son personnage principal.

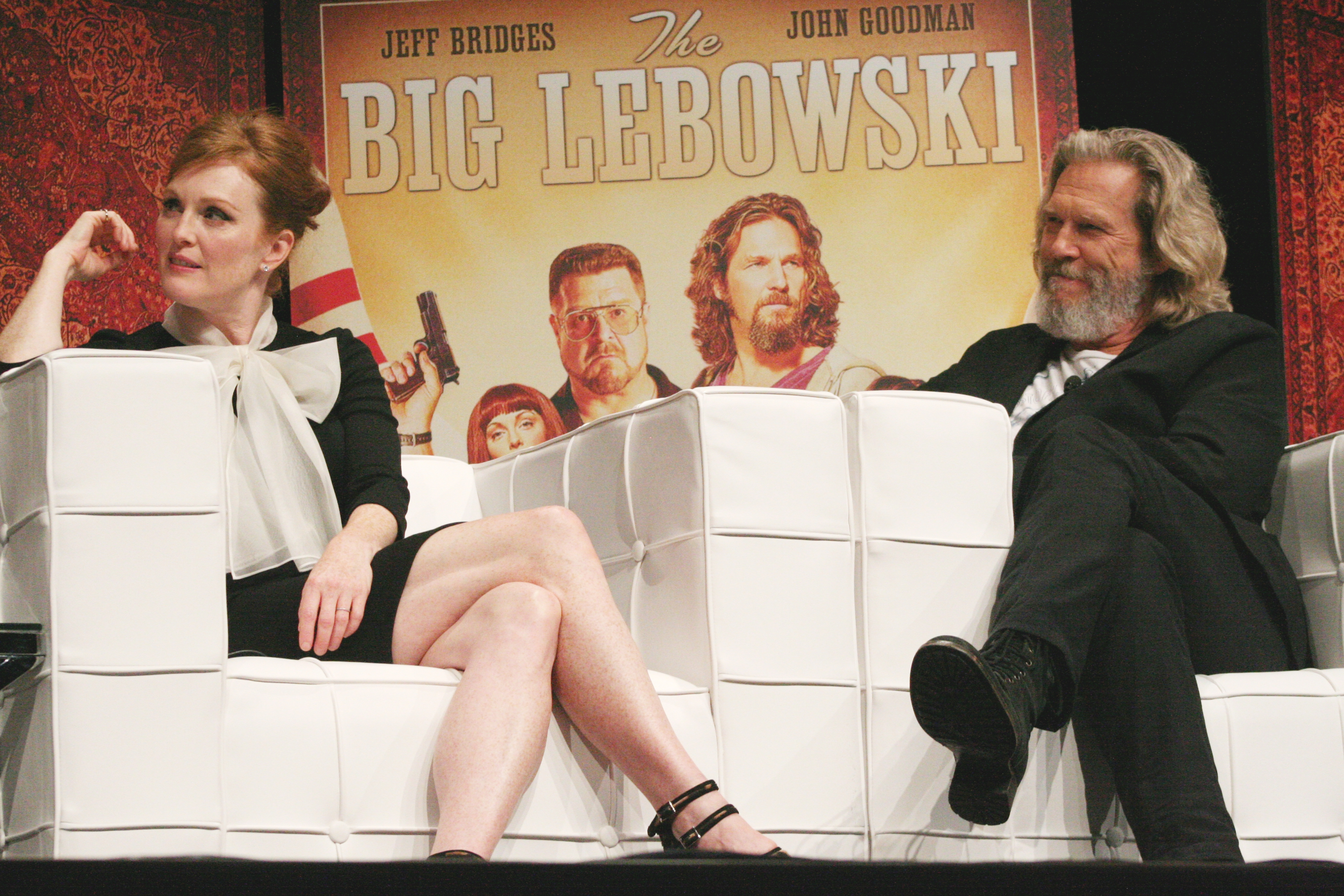
Julianne Moore et Jeff Bridges à la Lebowski Fest en 2011.

Le film figure dans le Top 250 du classement des films de l'Internet Movie Database, basé sur les votes du public, avec une note de 8,2/10. En 2003, Entertainment Weekly l'a classé en 34e position de son Top 50 des films culte et, en 2008, en 8e position dans sa liste des 25 films les plus drôles des 25 dernières années. En 2010, le magazine a également classé le Dude en 14e position de sa liste des 100 plus grands personnages fictifs des 20 dernières années. En 2008, le Los Angeles Times a classé le film en 10e position de sa liste des meilleurs films dont l'action se passe à Los Angeles. Enfin, également en 2008, le magazine Empire a classé le film à la 43e place dans sa liste des 500 meilleurs films de tous les temps, ainsi que le Dude en 7e position, et Walter Sobchak en 49e position, dans sa liste des 100 plus grands personnages de films. En 2014, le film est sélectionné par le National Film Registry pour être conservé à la Bibliothèque du Congrès des États-Unis pour son « importance culturelle, historique ou esthétique ».
On peut également voir ou entendre des références au film, ou au moins des scènes ou phrases pouvant faire penser à des passages de The Big Lebowski, dans de nombreux autres longs-métrages et séries télévisées, en particulier dans South Park, le film, Bully, La Mélodie du malheur, Narco, Southland Tales, Un Anglais à New York, ainsi que dans un épisode des Simpson, de My Little Pony, de How I Met Your Mother, et plusieurs épisodes de Veronica Mars.
Une parodie pornographique du film a même été réalisée en 2010 par Lee Roy Myers : The Big Lebowski: A XXX Parody, avec Tom Byron dans le rôle du « Dude ». En voyant l'apparence de Thor dans Avengers: Endgame sorti en 2019, Iron Man le compare au Big Lebowski.

## Films dérivés
En 2012, Tara Reid, qui incarne ici Bunny Lebowski, tourne une vidéo humoristique pour le site Funny or Die intitulée The Big Lebowski 2.
Avec l'autorisation des frères Coen, John Turturro écrit et réalise un film centré sur son personnage de Jesus Quintana, également inspiré du film Les Valseuses de Bertrand Blier. Intitulé The Jesus Rolls, le film sort en 2019.
En mai 2023, Jeff Bridges déclare qu'il ne serait pas contre une suite : « Oh mon dieu, si les frères étaient impliqués, je reviendrai certainement ! Ils sont très mystérieux et plein de surprises. Tu ne sais jamais ce qu’ils sont capables de faire. Je ne pense pas qu’ils feront une suite. Mais, je le répète, ils sont très surprenants, alors ils me surprendront peut-être et feront une suite ! » Le mois suivant, John Goodman estime qu'une éventuelle suite est improbable car « les Coen ne font pas de suite » tout en déclarant : « si Jeff [Bridges] arrive, je ne sais comment, à monter ça, j’adorerais être invité à reprendre mon rôle ».